# Walentina Alexandrowna Rjassowa
Walentina Alexandrowna Rjassowa (* 26. Mai 1998) ist eine russische Duathletin und Triathletin. Sie ist amtierende russische Staatsmeisterin im Triathlon (2021).

## Werdegang
Valentina Riasova wurde im Juni 2021 U23-Europameisterin und zugleich in der Elite-Klasse hinter der Deutschen Laura Lindemann Vizeeuropameisterin auf der Triathlon-Sprintdistanz.

Im Juli wurde sie russische Staatsmeisterin auf der Triathlon-Kurzdistanz (1,5 km Schwimmen, 40 km Radfahren und 10 km Laufen).
Bei der Europameisterschaft auf der Kurzdistanz wurde die 23-Jährige im spanischen Valencia hinter der Schweizerin Julie Derron im September Elfte.

## Sportliche Erfolge
| Datum/Jahr    | Rang | Wettbewerb                                       | Austragungsort | Zeit     | Bemerkung                                                                                                  |
| ------------- | ---- | ------------------------------------------------ | -------------- | -------- | --- |
| 25. Sep. 2021 | 11   | ETU Triathlon European Championships             | Valencia       | 01:54:08 | Europameisterschaft auf der olympischen Kurzdistanz                                                        |
| 3. Juli 2021  | 1    | RUS Triathlon National Championships             | Pensa          | 01:58:43 | Staatsmeisterin Triathlon                                                                                  |
| 19. Juni 2021 | 2    | ETU Sprint Triathlon European Championships      | Kitzbühel      | 00:35:26 | Europameisterin U23; Vizeeuropameisterin Elite auf der Triathlon-Sprintdistanz                             |
| 14. Sep. 2019 | 3    | ETU Triathlon European Championship U23          | Valencia       |          | U23-Europameisterschaft Triathlon                                                                          |
| 30. Juli 2017 | 1    | ETU Triathlon Junior European Cup Junior Women   | Tábor          | 01:04:49 | |
| 15. Sep. 2016 | 28   | ITU Triathlon World Championship U23             | Cozumel        | 02:10:58 | U23-Weltmeisterschaft auf der olympischen Kurzdistanz (1,5 km Schwimmen, 40 km Radfahren und 10 km Laufen) |
| 27. Aug. 2016 | 12   | RUS Triathlon National Championship Junior Women | Pensa          | 00:01:04 | |
| 6. Juni 2015  | 4    | RUS Triathlon National Championship Junior Women | Sochi          | 01:04:16 | |

(DNF – Did Not Finish)